# Елетер Елі Ніколя Маскар
Елетер Елі Ніколя Маскар (фр. Éleuthère Élie Nicolas Mascart; 20 лютого 1837, Карубль — 26 серпня 1908, Пуассі або Париж, Франція) — французький фізик.
Член Паризької академії наук (1884), іноземний член Лондонського королівського товариства (1892), член-кореспондент Петербурзької академії наук (1891).

## Життєпис
1858 року, закінчивши курс Вищої нормальної школи, залишився при ній консерватором при фізичній лабораторії і 1864 року захистив докторську дисертацію. Потім викладав фізику в колежі Шапталя, а від 1872 року зайняв кафедру Реньо в Колеж де Франс.
1878 року призначений директором Центрального метеорологічного бюро і членом Міжнародного бюро мір і ваг.
Відомий працями з фізики (переважно з оптики) та метеорології (особливо конструкцією самописних приладів для дослідження земного магнетизму), а також доволі поширеними творами з фізики: «Елементи механіки» (фр. Elements de Mécanique; 1866), «Трактат про статичну електрику» (фр. Traité d'électricité Statique; 1876), «Уроки електрики та магнетизму» (фр. Leçons sur l'électricité et le magnétisme; 1888; разом з Жубером) і «Трактат із оптики» (фр. Traité d'Optique; 1889—1894).
Син Марсель Бріллюен та внук Леон Бріллюен також фізики.